# Великий ліс (болото)
51°54′43″ пн. ш. 24°52′07″ сх. д. / 51.91194° пн. ш. 24.86861° сх. д.
Великий ліс (біл. Вялікі лес) — болото низинного типу на півдні Кобринського і Дрогичинського районів Берестейської області Білорусі, у водозборі Дніпровсько-Бузький каналу.

## Опис
Площа 40,1 тис. га. Глибина торфа до 5-6 м, середня 1 м, ступінь розкладання 41 %, зольність 16,8 %. Болото розділене піщаними грядами та лісом на кілька масивів. Більшу площу займають заболочені мінеральні ґрунти й торфовища мілкого залягання.

## Флора
На болоті є сапропель і мергель потужністю до 3 м. На незасвоєних ділянках ростуть головним чином осоки, на піщаних грядах і островах березняки. Усього осушено 7746 га, зокрема осушено з мех. підйомом води в Дрогичинському районі 2,2 тис. га, у Кобринському - 2,3 тис. га. На осушених землях сіють зернові культури й багаторічні трави.